# Quintus Cosconius
Quintus Cosconius (1. század) római költő.
Életéről keveset tudunk. Martialis kortársa volt, s hozzá hasonlóan epigrammákat írt. Martialis két költeményében is kegyetlenül kigúnyolta, ránk még töredékei sem maradtak.